# Norton (Zimbabwe)
Norton è un centro abitato dello Zimbabwe, situato nella Provincia del Mashonaland Occidentale.